# Zweite Amtseinführung von George Washington

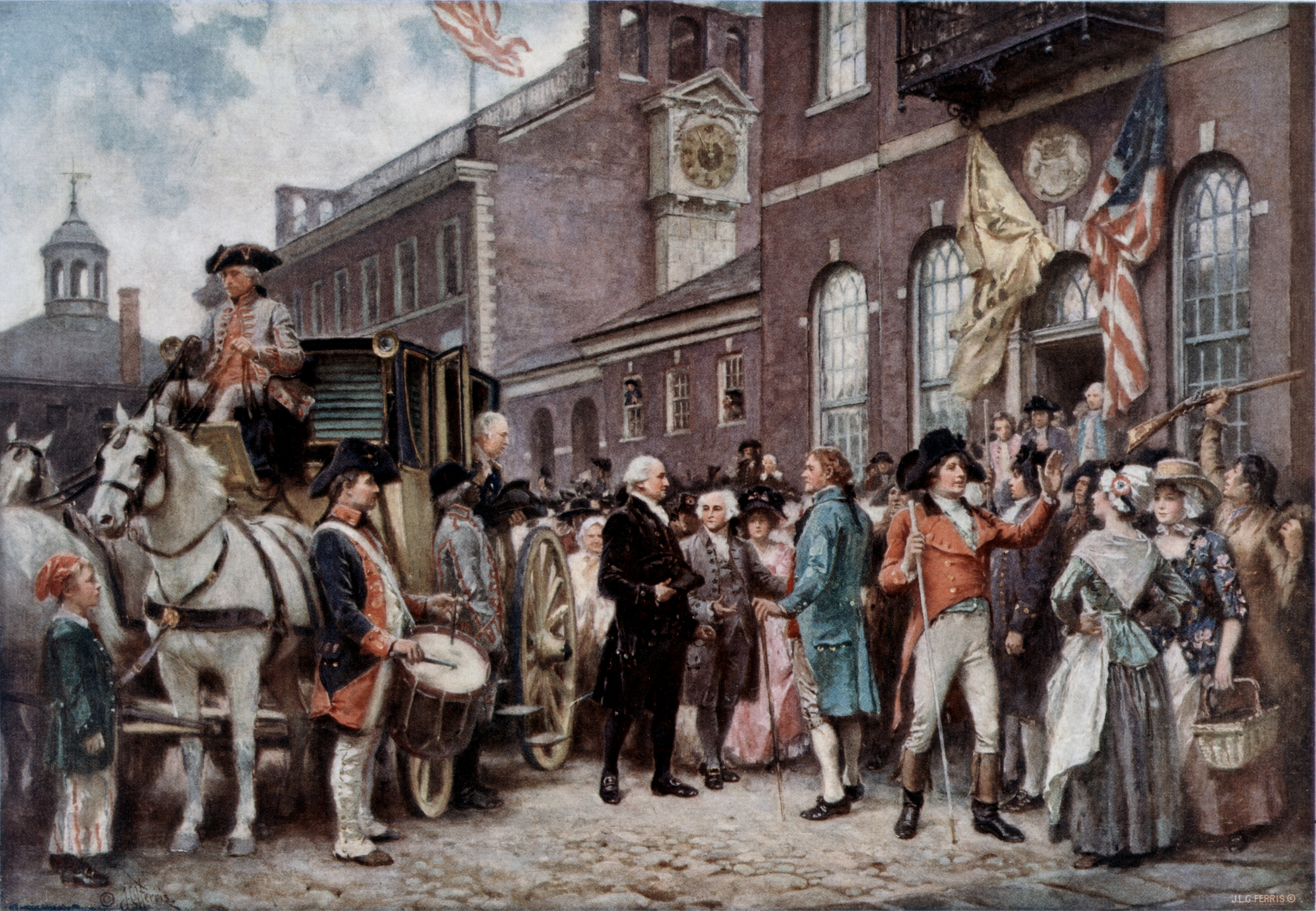
Zweite Amtseinführung von George Washington

Die zweite Amtseinführung von George Washington (englisch inauguration) als Präsident der Vereinigten Staaten fand am Montag, 4. März 1793, in der Senatskammer der Kongresshalle in Philadelphia, Pennsylvania, statt. Die Amtseinführung war der Beginn der zweiten vierjährigen Amtszeit George Washingtons als Präsident und von John Adams als Vizepräsident. Der präsidiale Amtseid wurde George Washington von Associate Justice William Cushing abgenommen. Dies war die erste Amtseinführung, die in Philadelphia (der damaligen Hauptstadt der USA) stattfand, und sie fand genau vier Jahre, nachdem die neue Bundesregierung ihre Arbeit unter der US-Verfassung aufgenommen hatte, statt. Washington hielt die kürzeste Rede anlässlich einer Amtseinführung eines US-Präsidenten, die jemals gehalten wurde, sie bestand nur aus 135 Wörtern.